# Parantica aglaioides
Parantica aglaioides är en fjärilsart som beskrevs av William Doherty 1891. Parantica aglaioides ingår i släktet Parantica och familjen praktfjärilar. Inga underarter finns listade i Catalogue of Life.